# Thor: Ragnarok
Thor: Ragnarok és una pel·lícula de superherois estatunidenca basada en el personatge de Marvel Comics Thor, produïda per Marvel Studios i distribuïda per Walt Disney Studios Motion Pictures. Es tracta de la tercera part de la trilogia de Thor, sent la seqüela del llargmetratge Thor: The Dark World (2013) i formant part de la tercera fase dins de l'Univers Cinematogràfic de Marvel. Dirigida per Taika Waititi, escrita per Eric Pearson, Craig Kyle i Christopher Yost i produïda per Kevin Feige. És protagonitzada per Chris Hemsworth, Tom Hiddleston, Cate Blanchett, Idris Elba, Jeff Goldblum, Tessa Thompson, Karl Urban, Mark Ruffalo, Benedict Cumberbatch i Anthony Hopkins.
La pel·lícula es va estrenar el 2 de novembre de 2017 als Estats Units i a Mèxic i el 27 d'octubre a Espanya.

## Argument
Thor està pres a l'altra banda de l'univers i amb el seu poderós martell destruït en mil trossos, ara s'haurà d'enfrontar a una carrera contrarellotge. El seu objectiu és tornar a Asgard i aturar el Ragnarök (la batalla de la fi del món), abans que això signifiqui la destrucció del seu planeta natal i la fi de la civilització asgardiana a mans d'una totpoderosa i nova amenaça, la deessa asgardiana de la mort, Hela. Però, primer haurà de sobreviure a una competició de gladiadors, al planeta Saakar, on s'enfrontarà al seu company d'Els Venjadors, Hulk.

## Actors
- Chris Hemsworth com a Thor: El príncep d'Asgard, basat en la deïtat mitològica nòrdica del mateix nom.
- Mark Ruffalo com el Dr. Bruce Banner / Hulk: El geni científic Bruce Banner, que és capaç de transformar-se en un poderós monstre a causa d'un experiment fallit d'exposició a raigs gamma, actualment es troba lluitant al planeta Sakaar, com un popular gladiador
- Tom Hiddleston com a Loki: Germà adoptiu i nèmesi de Thor, basat en la deïtat del mateix nom.
- Cate Blanchett com a Hela: La governant de Hel i Niflheim, basada en la deïtat nòrdica del mateix nom, 10 set qui acaba de ser alliberada de la seva presó i amenaça la pau d'Asgard i destrueix el martell de Thor.
- Idris Elba com a Heimdall: El sentinel·la asgardià que tot ho veu i tot ho sent des del Pont Bifröst, basat en la deïtat mitològica del mateix nombre.
- Jeff Goldblum com a Gran Mestre: Un ésser còsmic fascinat pel joc i l'atzar, que gaudeix manipulant formes de vida menors, 8 set i que és el governador del planeta Sakaar.
- Benedict Cumberbatch com el Doctor Stephen Strange: Un milionari neurocirurgià, que després de patir un horrible accident de trànsit descobreix el món ocult de la màgia i les dimensions alternatives.

## Futur
Chris Hemsworth va confirmar que apareixeria a Avengers: Infinity War la tercera part dels Venjadors.